# The Orb
The Orb este o trupă Engleză de muzică electronică, cunoscută pentru activitatea prolifică în genul ambient house

## Scurtă biografie
Fondată în 1988 de către Alex Paterson și membrul KLF Jimmy Cauty, The Orb și-a început cariera în Londra, ca DJi de ambient și dub. Concertele lor timpurii a fost inspirate de  artiști de ambient și muzică electronică ai anilor 1970 și 1980, în special Brian Eno și Kraftwerk. Datorită sunetului său psihedelic, The Orb a dezvoltat un cult printre clubberi ce "se trage" din culmile induse de consumul de droguri. The Orb și-a menținut temele sale legate de droguri  și science fiction, în ciuda schimbărilor de membri, inclusiv plecarea lui Cauty și a altor membri The Orb, ca Kris Weston, Andy Falconer, Simon Phillips, și Andy Hughes. Paterson e singurul membru permanent, ce continuă să lucreze în proiectul The Orb, cu producătorul elvețiano-german Thomas Fehlmann, și mai târziu, cu Martin "Youth" Glover, membru fondator al trupei Killing Joke și Tim Bran de la Dreadzone.
În ciuda schimbărilor metodei concertelor, The Orb a menținut  spectacolele de lumină pline de culoare și imaginile psihedelice din concert. Aceste performanțe vizual-intensive au îndemnat criticii să-i compare cu trupa Pink Floyd.
Succesul critic și comercial în Marea Britanie The Orb la atins la începuturile anilor 1990, cu albumele The Orb's Adventures Beyond the Ultraworld și U.F.Orb, acesta din urmă ajungând în 1992, pe poziția #1 în topul UK Albums Chart. Albumele The Orb de la mijlocul anilor 1990 au fost atinse de reacții mixte din partea criticilor britanici; cu toate acestea, lucrările lor au primit laude de la astfel de publicații americane precum Rolling Stone. Trupa a experimentat cu vocaliști pe următoarele sale două albume, pe care criticii în general le-au descris ca blânde și neinspirate. Urmând ca apoi The Orb să-și treacă sculele către un stil minimal techno, condus de membrul Thomas Fehlmann, lansându-și noul material la casa de discuri Kompakt.
În anul 2002, albumul The Orb's Adventures Beyond the Ultraworld, a fost inclus în lista The 25 Most Influential Ambient Albums Of All Time (în română - Cele Mai Influente 25 Albume Ambient ale Tuturor Timpurilor).

## Discografie

### Albume
- 1991 - The Orb's Adventures Beyond the Ultraworld (Big Life Records) (UK #29)
- 1992 - u.f.orb (Big Life) (UK #1)
- 1995 - Orbus Terrarum (Island Records) (UK #20)
- 1997 - Orblivion (Island Records) (UK #19, Billboard 200 #174)
- 1998 - U.F.OFF (Island Records/Universal Music Ltd.) (UK #38)
- 2001 - Cydonia (Island Records UK, MCA Records US) (UK #83)
- 2004 - Bicycles & Tricycles (Cooking Vinyl, Sanctuary Records) (UK #107, Billboard Top Electronic Albums #22)
- 2005 - Okie Dokie It's the Orb on Kompakt (Kompakt)
- 2007 - The Dream (Traffic Inc., Liquid Sound Design, Six Degrees) (UK #175)
- 2010 - Metallic Spheres (cu David Gilmour) (UK #12)
- 2012 - The Orbserver in the Star House
- 2013 - More Tales from the Orbservatory
- 2015 - Moonbuilding 2703 AD
- 2016 - COW / Chill Out, World!
- 2018 - No Sounds Are Out of Bounds
- 2020 - Abolition of the Royal Familia
- 2023 - Prism

### EP-uri
- 1989 - Kiss EP (WAU! Mr. Modo)
- 1991 - In Dub
- 1991 - Peel Sessions
- 1996 - The Peel Sessions
- 2002 - Daleth of Elphame EP
- 2004 - Pomme Fritz (Island Records)

### Albume Live
- 1993 - Live 93 (Island Records)

### Colecții
- 1998 - U.F.Off - The Best of The Orb]] (Island Records)
- 2005 - Orbsessions Volume One (Malicious Damage)
- 2007 - Orbsessions Volume Two (Malicious Damage)
- 2009 - Baghdad Batteries (Orbsessions Volume III) (Malicious Damage)
- 2010 - Impossible Oddities from Underground to Overground: The Story of Wau! Mr. Modo (Year Zero)